# 23 mai 1959
Le samedi 23 mai 1959 est le 143e jour de l'année 1959.

## Naissances
- Daniel Alfredson, réalisateur suédois
- Dave Zeltserman, écrivain américain
- Héctor Herrera, athlète cubain
- Jean-Luc Perrot, organiste, compositeur et musicologue français
- Larissa Andriivna Guzeyeva, actrice
- Marcella Mesker, joueuse de tennis néerlandaise
- Oleg Logvine
- Pascal Soriot, homme d'affaires français
- Ryuta Kawashima, neuroscientifique japonais
- Takahashi Meijin

## Décès
- Eric Orbom (né le 6 juillet 1915)

## Événements
- Fin de Championnat d'Europe masculin de rink hockey 1959
- Début de guerre civile laotienne